# José María Chacón Sarraoa
José María Chacón Sarraoa (El Puerto de Santa María, 8 de febrer de 1782 - San Fernando (Cadis), 9 d'octubre de 1848) fou un militar i polític andalús, ministre de Marina durant la minoria d'edat d'Isabel II d'Espanya.

## Biografia
Fill de Salvador Maria Chacón y Sánchez de Soto. El 1795 ingressà com a guardiamarina al Departament de Cadis. El 1798 ascendí a alferes de fragata i lluità contra els britànics a Rochefort. Fou fet presoner pels anglesos durant vuit mesos i el 1804 tornà a Espanya, on fou ascendit a alferes de navili i destinat a l'Arsenal de la Carraca. El 1809 fou enviat a Lima i al tornar fou ascendit a tinent de fragata. En 1811 fou ascendit a tinent de navili i va participar en el bloqueig de Cartagena de Indias i l'ocupació d'illa Margarita (1815). El 1816 fou ascendit a capità de fragata. En 1817 fou nomenat comandant de la posta de Puerto Cabello fins que el 1819 fou destinat novament a la Península. El 1821 fou destinat a la fragata Constitución, amb la que va participar en combats contra els corsaris colombians a les aigües de Maracaibo, Cuba i Yucatán. En 1825 fou ascendit a capità de navili i en 1829 a brigadier, i el 1830 tornà a la Península.
Durant la primera guerra carlina (octubre de 1834) fou segon comandant de les forces navals del Nord i el 1836 fou nomenat Comandant General del Departament del Ferrol. Durant uns dies de maig de 1836 fou ministre de Marina sota el gabinet de Miguel Ricardo de Álava. Fou ascendit a cap d'esquadra i novament fou ministre de Marina entre desembre de 1838 i abril de 1839 en els governs del duc de Frías i d'Evaristo Pérez de Castro. Alhora, en 1839 fou elegit diputat a Corts per la província de la Corunya i de 1841 a 1843 fou senador per la mateixa província. El 1842 fou ascendit a tinent general, però a la caiguda d'Espartero en 1843 hagué d'exiliar-se. Tot i així, el 1844 fou nomenat Comandant General del Departament de Cadis i el 1846 fou ascendit a capità general. Malalt, però, va morir un parell d'anys després a San Fernando (Cadis).